# Prisoner of Ice
A Prisoner of Ice (más névváltozattal Call of Cthulhu: Prisoner of Ice) egy 1995-ben megjelent számítógépes kalandjáték, melyet az Infogrames fejlesztett és adott ki PC-re, Macre, később Sega Saturnra és Sony PlayStation-re. Története nagyban épít H.P. Lovecraft Cthulhu-mítoszára, illetve kifejezetten "Az őrület hegyei" című novellára. A játék a folytatása a korábban megjelent Shadow of the Comet-nek.
Magyarországon a PC Guru 2000. júliusi számához teljes játékként adta ki.

## Cselekmény
A játék az Antarktiszon kezdődik, közvetlenül a második világháborút megelőzően. A főszereplő az amerikai hírszerzés egyik tisztje, Ryan hadnagy, akit egy brit tengeralattjáróra, az HMS Victoriára helyeznek egy különleges küldetésre. A játék kezdetekor a tengeralattjárónak menekülnie kell, ugyanis miután megmentenek egy norvég matrózt, aki elmenekült egy szupertitkos náci bázisról, üldözőbe veszik őket (Mint a játékból később kiderül, a bázis éppen "Az őrület hegyei" című műből ismert ősi romok fölé épült). Szállítmányként magukkal visznek két ládát, amelyet szintén a németektől loptak el. A ládában borzalmak rejtőznek, így nagyon fontos, hogy ne olvadjanak ki – ennek ellenére az út során ez megtörténik, a hajótest pedig megsérül. Ryan hadnagy segélykérésére a tengeralattjárót megmentik és a Falkland-szigeteki bázisra kerülnek. A nácik azonban nagyon szeretnék visszaszerezni a rakományt, ezért a nyomukban járnak, és kezdetét veszi a hajtóvadászat.
A cselekmény során felbukkan John Parker, a "Shadow of the Comet" főhőse, továbbá ugyanabból a játékbó Narackamous, az fő negatív karakter.
Elméletileg a játéknak kétféle befejezése van, de a kettő közt csekély a különbség.

## Játékmenet
A Prisoner of Ice egy klasszikus "point-and-click" kalandjáték, melyet egérrel lehet irányítani. A játéktéren látható legtöbb tárgy megvizsgálható, van, amelyik fel is vehető, illetve használható. Alkalmanként rejtvényeket kell megoldanunk, és van, amelyik időlimithez kötött: ha nem végzünk vele idejében, akkor vége a játéknak. Annak érdekében, hogy a játékos ne tudja tönkrevágni a játékát egy elrontott fejadvány-megoldás közben, a nagyobb fejtörők előtt a játék automatikusan ment.

## Megjelenés
Számítógépekre DOS, Windows, és Macintosh rendszerekre adták ki CD-n, melyről a játék alatt hallható zenék szóltak illetve bizonyos animációkat is innen játszott be. Franciaországban három képregény is megjelent a cselekményhez kapcsolódóan.
Japánban 1997-ben jelent meg Prisoner of Ice: Jashin Kourin néven Sega Saturn és Sony PlayStation konzolokra. A portok nem tartalmaznak érdemi változtatást a PC-s változathoz képest, a szinkron maradt angol, a szövegeket viszont japánra cserélték. A Saturn-verzió kompatibilis a Netlink Mouse-egységgel.
2015-ben felkerült a digitális áruházakba is a játék, így a mai napig megvásárolható.

## Fogadtatás
A játék sikeresnek volt tekinthető: az Egyesült Államokban már a megjelenés napján harmincezer figyott belőle. A Next Generation 3 csillagot adott rá az 5-ből, kiemelve a jó sztorit és a szép animációkat, valamint a hangulatot, de kritizálva a gépies, unott szinkront.

## Fordítás
Ez a szócikk részben vagy egészben  a   Prisoner of Ice című angol Wikipédia-szócikk ezen változatának fordításán alapul.  Az eredeti cikk szerkesztőit annak laptörténete sorolja fel. Ez a jelzés csupán a megfogalmazás eredetét és a szerzői jogokat jelzi, nem szolgál a cikkben szereplő információk forrásmegjelöléseként.